# Военно-полевой трибунал
Военно-полевой трибунал и военно-полевой суд — временные коллегиальные органы правосудия, действующие на обороняемых, оккупированных и освобождённых территориях. Собираются исключительно в военное время или в условиях чрезвычайного положения, как правило, на месте боевых действий, сразу же по их окончании. Учреждаются главнокомандующими наступающих или обороняющихся сил при каждой воинской части/соединении, а также военными комендантами в крупных населённых пунктах.

## Специфика работы и виды наказаний
Ввиду сложности обстановки в военное время и невозможности нормальной работы пенитенциарной системы (содержания под стражей подозреваемых, этапирования осужденных), вынесение военно-полевым судом общеуголовных наказаний, — таких как арест или лишение свободы, или исправительные работы, — часто представляется невозможным, поэтому универсальным наказанием для всех категорий подсудимых часто является незамедлительный расстрел, реже показательная казнь через повешение. В годы Великой Отечественной войны расстрельные приговоры в боевой обстановке порой приводились в исполнение в воинской части перед строем. Приговоры военных трибуналов на фронте были окончательными и обжалованию не подлежали. В практике военных юристов неизвестны случаи, чтобы командующий соединением не утвердил приговора.
Ряду подсудимых предоставляется возможность кровью искупить свою вину перед народом. Так, бойцы Рабоче-крестьянской Красной Армии, попавшие в окружение и вышедшие из него, перед лицом военно-полевого трибунала массово подавали рапорты с просьбой об отправке их для искупления вины на передовую. Для мелких правонарушителей из числа гражданского населения, помимо расстрелов, могут применяться и меры воспитательного воздействия. Так, бойцы французского сопротивления, в ходе освобождения Франции от немецко-фашистских захватчиков, по итогам заседаний военно-полевых судов, нередко стригли наголо и клеймили свастикой на лоб француженок, заподозренных в каких-либо близких связях с оккупантами.

## Категории подсудимых
Следует различать деятельность военно-полевого трибунала и суда, так как в компетенции первого находятся лишь военнослужащие и приравненные к ним категории лиц. В компетенцию военно-полевого суда входят все гражданские лица и некомбатанты.

### Компетенция военно-полевого трибунала
- Военные преступники;
- Дезертиры;

### Компетенция военно-полевого суда
- Гражданские лица, виновные в геноциде и разжигании межэтнических конфликтов и религиозной вражды, приведшей к человеческим жертвам;
- Чиновники, проявившие халатность при исполнении своих служебных обязанностей, что привело к срыву мобилизационных планов;
- Лица, из числа местного населения, виновные в распространении тлетворных слухов, нагнетании паники и пораженческих настроений;
- Мародёры.

### Вне компетенции
Расстрелу на месте, без суда и следствия, подлежат:
- Предатели и изменники Родины;
- Пособники оккупантов, различные полицаи и доносчики;
- Саботажники и вредители.

## Из истории
В ходе подавления Революции 1905—1907 гг., в недавно созванной Думе на повестке дня обсуждался вопрос об отмене военно-полевых судов. Целый ряд ораторов[кто?] доказывал, что военно-полевой суд, это — не суд, а простое убийство, говорили, что из тысячи убитых военно-полевым судом очень и очень многих убивали по одному лишь подозрению, значит, жертвами военно-полевых судов сплошь и рядом являлись невиновные люди. Указывали, что военно-полевые суды дают полный произвол генерал-губернаторам вешать и расстреливать тех, кого им заблагорассудится; доказывали, что эти суды расшатывают все основы справедливости и правды, которая должна быть в судах, что военно-полевые суды вносят полный хаос, разрушение и беспорядок в общественную жизнь. Доказывали, что таких судов нигде на свете нет и не было и что правительство, пользуясь этими судами, поступает хуже, чем на войне с врагами. Ярыми и последовательными защитниками военно-полевых судов были только самые правые черносотенные партии — Союз русского народа и ему подобные с Крушеваном и Пуришкевичем во главе.
После Октябрьской революции, военные трибуналы стали создаваться, в основном, с лета 1918 г. и были представлены фронтовыми, армейскими, дивизионными, окружными и другими военными трибуналами. В первое время советской власти они носили нередко различные наименования (военно-революционный полевой суд, революционный военный трибунал, военно-полевой трибунал и т. п.), до этого времени дела о преступлениях военнослужащих рассматривались в гражданских судебных органах, которые разрешали их без учёта особенностей военной службы.